# Piedmont (Frankrijk)
Piedmont (Luxemburgs: Pimong) is een voormalige gemeente in het Franse departement Meurthe-et-Moselle en valt nu onder de gemeente Mont-Saint-Martin